# Diocesi di Vijayawada
La diocesi di Vijayawada (in latino Dioecesis Viiayavadana) è una sede della Chiesa cattolica in India suffraganea dell'arcidiocesi di Visakhapatnam. Nel 2022 contava 301.487 battezzati su 7.001.562 abitanti. È retta dal vescovo Joseph Raja Rao Thelegathoti, S.M.M.

## Territorio
La diocesi comprende il territorio del distretto di Krishna, prima della riforma amministrativa del 2022, nello stato indiano dell'Andhra Pradesh.
Sede vescovile è la città di Vijayawada, dove si trova la cattedrale di San Paolo.
Il territorio è suddiviso in 103 parrocchie.

## Storia
La missione sui iuris di Bezwada fu eretta il 10 gennaio 1933 con il breve Christi regno di papa Pio XI, ricavandone il territorio dalla diocesi di Hyderabad (oggi arcidiocesi).
Il 13 aprile 1937 la missione fu elevata al rango di diocesi con la bolla Missio sui iuris dello stesso papa Pio XI. Originariamente era suffraganea dell'arcidiocesi di Madras (oggi arcidiocesi di Madras e Mylapore).
Il 21 ottobre 1950 in forza del decreto Cum post rerum della Sacra Congregazione di Propaganda Fide assunse la denominazione attuale.
Il 9 settembre 1953 entrò a far parte della provincia ecclesiastica di Hyderabad.
Il 9 dicembre 1976 cedette una porzione del suo territorio a vantaggio dell'erezione della diocesi di Eluru.
Il 16 ottobre 2001 è divenuta suffraganea dell'arcidiocesi di Visakhapatnam.

## Cronotassi dei vescovi
Si omettono i periodi di sede vacante non superiori ai 2 anni o non storicamente accertati.
- Domenico Grassi, P.I.M.E. † (1933 - 9 maggio 1951 deceduto)
- Ambrogio De Battista, P.I.M.E. † (13 dicembre 1951 - 23 gennaio 1971 dimesso)
- Joseph S. Thumma † (23 gennaio 1971 succeduto - 8 novembre 1996 ritirato)
- Marampudi Joji † (8 novembre 1996 - 29 gennaio 2000 nominato arcivescovo di Hyderabad)
  - Sede vacante (2000-2002)
- Prakash Mallavarapup (26 luglio 2002 - 3 luglio 2012 nominato arcivescovo di Visakhapatnam)
  - Sede vacante (2012-2015)
- Joseph Raja Rao Thelegathoti, S.M.M., dal 19 dicembre 2015

## Statistiche
La diocesi nel 2022 su una popolazione di 7.001.562 persone contava 301.487 battezzati, corrispondenti al 4,3% del totale.
| anno | popolazione | popolazione | popolazione | presbiteri | presbiteri | presbiteri | presbiteri                | diaconi | religiosi | religiosi | parrocchie |
| anno | battezzati  | totale      | %           | numero     | secolari   | regolari   | battezzati per presbitero | diaconi | uomini    | donne     | parrocchie |
| ---- | ----------- | ----------- | ----------- | ---------- | ---------- | ---------- | ------------------------- | ------- | --------- | --------- | ---------- |
| 1950 | 60.263      | 3.471.849   | 1,7         | 41         | 6          | 35         | 1.469                     |         |           | 65        | 17         |
| 1970 | 147.001     | 5.500.000   | 2,7         | 88         | 52         | 36         | 1.670                     |         | 60        | 423       | 45         |
| 1980 | 129.559     | 2.545.000   | 5,1         | 75         | 44         | 31         | 1.727                     |         | 76        | 389       | 43         |
| 1990 | 171.024     | 3.872.655   | 4,4         | 109        | 60         | 49         | 1.569                     |         | 96        | 522       | 56         |
| 1999 | 214.343     | 4.206.362   | 5,1         | 138        | 72         | 66         | 1.553                     |         | 120       | 692       | 74         |
| 2000 | 224.514     | 4.299.875   | 5,2         | 143        | 73         | 70         | 1.570                     |         | 120       | 689       | 77         |
| 2002 | 269.983     | 4.388.608   | 6,2         | 147        | 74         | 73         | 1.836                     |         | 125       | 700       | 77         |
| 2003 | 233.802     | 4.938.409   | 4,7         | 155        | 76         | 79         | 1.508                     |         | 129       | 715       | 77         |
| 2004 | 253.704     | 5.142.614   | 4,9         | 161        | 82         | 79         | 1.575                     |         | 128       | 715       | 77         |
| 2010 | 277.673     | 5.038.000   | 5,5         | 211        | 120        | 91         | 1.315                     |         | 346       | 716       | 89         |
| 2014 | 257.913     | 4.569.628   | 5,6         | 220        | 126        | 94         | 1.172                     |         | 341       | 791       | 98         |
| 2017 | 267.050     | 4.730.650   | 5,6         | 229        | 126        | 103        | 1.166                     |         | 346       | 789       | 98         |
| 2020 | 297.258     | 4.891.890   | 6,1         | 270        | 137        | 133        | 1.100                     |         | 235       | 979       | 100        |
| 2022 | 301.487     | 7.001.562   | 4,3         | 289        | 141        | 148        | 1.043                     |         | 192       | 1.052     | 103        |